# Fundació Blender
La Fundació Blender (en anglès Blender Foundation) és una organització sense ànim de lucre que s'encarrega del desenvolupament de Blender, un programari lliure per al modelatge 3D. Dirigida per Ton Roosendaal, l'autor original del programa, va ser fundada gràcies a les donacions, que permeten a Ton Roosendaal dedicar-se professionalment al desenvolupament de Blender i mantenen la infraestructura, possibilitant el desenvolupament del programa, la seva distribució i altres activitats. La meta principal de la fundació és brindar accés a la tecnologia 3D gràcies a Blender.
Com a propietaris del lloc web de Blender, la fundació entrega diversos recursos per a donar suport a la comunitat que utilitza Blender. En particular organitza una "Conferència Blender" anual a Amsterdam per a discutir el futur del programa i atent un stand al SIGGRAPH, una conferència més gran sobre gràfics per ordinador en general.